# Bovbjerg Fyr
Bovbjerg Fyr ist ein dänischer Leuchtturm an der Westküste Jütlands.
Der Leuchtturm wurde 1877 erbaut. Obwohl er nur 26 m hoch ist, beträgt die Höhe des Feuers über dem Meeresspiegel 62 m, da der Leuchtturm auf Bovbjergs höchstem Punkt nahe einer Steilküste steht. Die markante rote Farbe sollte den Turm von den nahgelegenen Kirchtürmen in Ferring und Trans unterscheiden, welche schon vorher zur Orientierung der Seeleute dienten.
Direkt westlich vom Turm steht ein Gedenkstein, der an die Besuche König Friedrichs VI. in den Jahren 1826 und 1830 erinnert. Die beiden Gebäude der ehemaligen Leuchtturmwärterwohnung werden heute als Café und Ausstellungsräume genutzt. Eine Dauerausstellung im Fuß des Leuchtturms informiert über den dänischen Küstenschutz, der in der Gegend von Bovbjerg seinen Anfang nahm.